# بافل سافرونوف
بافل سافرونوف هو لاعب كرة قدم روسي في مركز الهجوم، ولد في 13 فبراير 1989 في تولياتي في روسيا. لعب مع توربيدو موسكو.

## وصلات خارجية
- بيفل سافرونوف على موقع قاعدة بيانات كرة القدم.إي يو (الإنجليزية)
- بيفل سافرونوف على موقع Soccerway.com (الإنجليزية)